# 伊原士郎
伊原 士郎（いはら しろう）は、日本の元漫画家。

## 作品リスト
- D線上のアリス（月刊ガンガンWING、全4巻）
- 白浪伍人衆（ガンガン戦-IXA-）[要文献特定詳細情報]